# Liste der Kulturdenkmäler in Münster (Hessen)
Die folgende Liste enthält die in der Denkmaltopographie ausgewiesenen Kulturdenkmäler auf dem Gebiet  der Gemeinde Münster, Landkreis Darmstadt-Dieburg, Hessen.
Hinweis: Die Reihenfolge der Denkmäler in dieser Liste orientiert sich zunächst an Ortsteilen und anschließend der Anschrift, alternativ ist sie auch nach der Bezeichnung, der vom Landesamt für Denkmalpflege vergebenen Nummer oder der Bauzeit sortierbar.
Kulturdenkmäler werden fortlaufend im Denkmalverzeichnis des Landes Hessen durch das Landesamt für Denkmalpflege Hessen auf Basis des Hessischen Denkmalschutzgesetzes (HDSchG) geführt. Die Schutzwürdigkeit eines Kulturdenkmals hängt nicht von der Eintragung in das Denkmalverzeichnis des Landes Hessen oder der Veröffentlichung in der Denkmaltopographie ab.

Das Vorhandensein oder Fehlen eines Objekts in dieser Liste ist keine rechtsverbindliche Auskunft darüber, ob es Kulturdenkmal ist oder nicht: Diese Liste entspricht möglicherweise nicht dem aktuellen Stand der offiziellen Denkmaltopographie. Diese ist für Hessen in den entsprechenden Bänden der Denkmaltopographie Bundesrepublik Deutschland und im Internet unter DenkXweb – Kulturdenkmäler in Hessen einsehbar. Auch diese Quellen sind, obwohl sie durch das Landesamt für Denkmalpflege Hessen aktualisiert werden, nicht immer aktuell, da es im Denkmalbestand immer wieder Änderungen gibt.
Eine verbindliche Auskunft erteilt allein das Landesamt für Denkmalpflege Hessen.
Nutze diese Kartenansicht, um Koordinaten in der Liste zu setzen. In dieser Kartenansicht sind Kulturdenkmale ohne Koordinaten mit einem roten bzw. orangen Marker dargestellt und können in der Karte gesetzt werden. Kulturdenkmale ohne Bild sind mit einem blauen bzw. roten Marker gekennzeichnet, Kulturdenkmale mit Bild mit einem grünen bzw. orangen Marker.

## Kulturdenkmäler nach Ortsteilen

### Münster
| Bild                                   | Bezeichnung                                | Lage                                                                                          | Beschreibung | Bauzeit                                                     | Objekt-Nr. |
| -------------------------------------- | ------------------------------------------ | --------------------------------------------------------------------------------------------- | --- | ----------------------------------------------------------- | ---------- |
| Bild gesucht BW                        | Gesamtanlage Historischer Ortskern Münster | An der Kirche, Frankfurter Straße, Fritzegasse, Hintergasse, Odenwaldstraße, Schulstraße Lage | Die verzweigte Gesamtanlage kennzeichnet sich durch ihren ringförmiger Straßenverlauf und wird v. a. von giebelständigen Hofanlagen dominiert. Aufwändige Bauten kennzeichnen die Frankfurter Straße, die Fritzegasse ist landwirtschaftlich geprägt.          | 18./19. Jahrhundert (heutige Bebauung)                      | 124804 DDB |
| Andachtskreuz                          | Andachtskreuz                              | Altheimer Straße LageFlur: 15, Flurstück: 197                                                 | Prozessionsstation in Form eines Sandsteinkreuzes auf quadratischem Sockel, als Denkmal der Liebe Jesu beschriftet. | Mitte 19. Jahrhundert                                       | 15449 DDB  |
| Andachtskreuz                          | Andachtskreuz                              | Am Eppertshäuser Pfad 2/Frankfurter Straße LageFlur: 2, Flurstück: 245                        | Prozessionsstation in Form eines Sandsteinkreuzes auf quadratischem Sockel, als Denkmal der Liebe Jesu beschriftet. | 1873                                                        | 15449 DDB  |
| Katholische Kirche St. Michael         | Katholische Kirche St. Michael             | An der Kirche 2 LageFlur: 1, Flurstück: 140/1                                                 | Kirchengebäude, bestehend aus dreizonigem barockem Hauptschiff mit 3/8-geschlossenem Chor und Walmdach, westlich und östlich daran anschließenden Seitenschiffen sowie schlankem Turm im Nordwesten mit zweifach abgetreppter achteckiger geschwungener Haube. | 1785/86 (Hauptschiff), 1842 (Turm), 1910/11 (Seitenschiffe) | 15431 DDB  |
| Wohnhaus                               | Wohnhaus                                   | An der Kirche 23 LageFlur: 1, Flurstück: 310, 311, 312                                        | Giebelständiges zweigeschossiges Bauernhaus mit einfachem Fachwerkgefüge im Obergeschoss. | Ende 17. Jahrhundert                                        | 15432 DDB  |
| Wohnhaus                               | Wohnhaus                                   | An der Kirche 31 LageFlur: 18, Flurstück: 99/2                                                | Zweigeschossiges Wohnhaus mit regelmäßigem, einfachem Fachwerkgefüge und verputzter Giebelfassade. | 18. Jahrhundert                                             | 15433 DDB  |
| Wohnhaus                               | Wohnhaus                                   | Bachgasse 5 LageFlur: 1, Flurstück: 104                                                       | Traufständiges Wohnhaus mit regelmäßigem Fachwerkgefüge und Krüppelwalmdach. | 18. Jahrhundert                                             | 15434 DDB  |
| Wohnhaus                               | Wohnhaus                                   | Bachgasse 12 LageFlur: 1, Flurstück: 87                                                       | Breitgelagertes traufständiges Fachwerkhaus mit zentraler großer Hofeinfahrt. |                                                             | 15435 DDB  |
| Wohnhaus                               | Wohnhaus                                   | Bachgasse 13 LageFlur: 1, Flurstück: 210                                                      | Bauernhaus mit weitgehend ursprünglichem Fachwerkgefüge im Obergeschoss. | 17. Jahrhundert                                             | 15436 DDB  |
| Bahnhofsempfangsgebäude                | Bahnhofsempfangsgebäude                    | Bahnhofsplatz 5 LageFlur: 13, Flurstück: 446                                                  | Bahnhofsempfangsgebäude mit zweifarbiger, gemusterter Klinkerfassade. | 2. Hälfte 19. Jahrhundert                                   | 15437 DDB  |
| Langsmühle                             | Langsmühle                                 | Bahnhofstraße 48 LageFlur: 13, Flurstück: 200/3                                               | Ehemaliges Mühlengebäude, beherbergt heute das „Museum an der Gersprenz“ (Heimat- und Geschichtsmuseum Münster). | 1254 (Ersterwähnung), 18./19. Jahrhundert (Mühlengebäude)   | 124805 DDB |
| Wohnhaus                               | Wohnhaus                                   | Borngasse 2 LageFlur: 1, Flurstück: 287                                                       | Giebelständiges zweigeschossiges Wohnhaus mit massivem Erdgeschoss und gut erhaltenem Fachwerkgefüge im Obergeschoss. Teil einer Hofreite. | um 1700                                                     | 15438 DDB  |
| Scheune                                | Scheune                                    | Borngasse 2 LageFlur: 1, Flurstück: 287                                                       | Scheune aus Bruchsteinmauerwerk, Teil einer Hofreite. |                                                             | 15438 DDB  |
| Wohnhaus                               | Wohnhaus                                   | Borngasse 4, 6 LageFlur: 1, Flurstück: 282/1                                                  | Zweigeschossiges Eckhaus mit gut erhaltenem Fachwerkgefüge. | um 1700                                                     | 15439 DDB  |
| weitere Bilder                         | Eisenbahnbrücke                            | Dammstraße LageFlur: 2, Flurstück: 248/1, 248/2, 290                                          | Eiserne Vollwandträger auf Widerlagern aus Naturstein. | 1898                                                        | 923922 DDB |
| Langsmühle                             | Langsmühle                                 | Eduard-Vogel-Straße 1a LageFlur: 13, Flurstück: 195/10                                        | Ehemaliges Mühlengebäude, beherbergt heute das „Museum an der Gersprenz“ (Heimat- und Geschichtsmuseum Münster). | 1254 (Ersterwähnung), 18./19. Jahrhundert (Mühlengebäude)   | 124805 DDB |
| Ehemalige Schule                       | Ehemalige Schule                           | Frankfurter Straße 3 LageFlur: 17, Flurstück: 622/3                                           | Repräsentatives Steingebäude in historistischen Formen mit Neorenaissance-Giebel und quadratischem Dachreiter mit geschwungener Haube auf T-förmigem Grundriss.                                                                                                | 1903                                                        | 15440 DDB  |
| Wohn- und Geschäftshaus                | Wohn- und Geschäftshaus                    | Frankfurter Straße 16 LageFlur: 1, Flurstück: 139                                             | Zweigeschossiges Gebäude mit massivem Erdgeschoss mit rundbogiger Toreinfahrt, regelmäßigem einfachem Fachwerkgefüge im Obergeschoss und Mansarddach. | 1786                                                        | 15441 DDB  |
| Wohnhaus                               | Wohnhaus                                   | Frankfurter Straße 19 LageFlur: 1, Flurstück: 263/4                                           | Giebelständiges zweigeschossiges Wohnhaus mit schönem regelmäßigem Fachwerkgefüge im Obergeschoss. |                                                             | 15442 DDB  |
| Historische Grabmäler auf dem Friedhof | Historische Grabmäler auf dem Friedhof     | Friedhofstraße 44 LageFlur: 17, Flurstück: 297/2                                              | Die Gesamtanlage umfasst zwei neugotische Grabsteine der Familien Haus und Walther, ein Granitgrabmal der Familie Beck und ein Friedhofskreuz. | um 1900 (Friedhofskreuz), 1920er Jahre (Granitgrabmal)      | 15443 DDB  |
| Wohnhaus                               | Wohnhaus                                   | Fritzegasse 5 LageFlur: 1, Flurstück: 155                                                     | Giebelständiges zweigeschossiges Bauernhaus mit ungestörtem Fachwerkgefüge hinter Verschindelung. | um 1700                                                     | 15444 DDB  |
| Andachtskreuz                          | Andachtskreuz                              | Goethestraße LageFlur: 14, Flurstück: 140                                                     | Prozessionsstation in Form eines Sandsteinkreuzes auf quadratischem Sockel, als Denkmal der Liebe Jesu beschriftet. | 1871                                                        | 15449 DDB  |
| Wohnhaus                               | Wohnhaus                                   | Hintergasse 14 LageFlur: 1, Flurstück: 19                                                     | Giebelständiges zweigeschossiges Wohnhaus mit gutem regelmäßigem Fachwerkgefüge und Krüppelwalmdach. | 18. Jahrhundert                                             | 15445 DDB  |
| Wohnhaus                               | Wohnhaus                                   | Hintergasse 25 LageFlur: 1, Flurstück: 119                                                    | Bauernhaus mit weitgehend ungestörtem Fachwerkgefüge an der Traufseite und massiv erneuerter Giebelwand. | um 1700                                                     | 15446 DDB  |
| Andachtskreuz                          | Andachtskreuz                              | Im Hinterfeld/Werlacher Weg LageFlur: 18, Flurstück: 389                                      | Prozessionsstation in Form eines Sandsteinkreuzes auf quadratischem Sockel, als Denkmal der Liebe Jesu beschriftet. | 1871                                                        | 15449 DDB  |
| Fischendkreuz (Andachtskreuz)          | Fischendkreuz (Andachtskreuz)              | Mozartstraße LageFlur: 12, Flurstück: 544                                                     | Prozessionsstation in Form eines Sandsteinkreuzes auf quadratischem Sockel, als Denkmal der Liebe Jesu beschriftet. | 1853                                                        | 15449 DDB  |
| Hensenkreuz (Andachtskreuz)            | Hensenkreuz (Andachtskreuz)                | Munastraße LageFlur: 4, Flurstück: 125                                                        | Prozessionsstation in Form eines Sandsteinkreuzes auf quadratischem Sockel, als Denkmal der Liebe Jesu beschriftet. | Mitte 19. Jahrhundert                                       | 15449 DDB  |
| Ehemalige Schule                       | Ehemalige Schule                           | Schulstraße 1/1a LageFlur: 1, Flurstück: 256&3 und 256/4                                      | Dreigeschossiges Gebäude mit gut gestalteter Klinkerfassade und Sandsteinfenstergewänden. | um 1870                                                     | 15447 DDB  |
| Wohnhaus                               | Wohnhaus                                   | Schulstraße 17 LageFlur: 1, Flurstück: 193/1                                                  | Giebelständiges zweigeschossiges Fachwerkhaus. | 16. Jahrhundert                                             | 15448 DDB  |

### Altheim
| Bild                                                 | Bezeichnung                                | Lage | Beschreibung | Bauzeit                  | Objekt-Nr. |
| ---------------------------------------------------- | ------------------------------------------ | --- | --- | ------------------------ | ---------- |
| Gesamtanlage Historischer Ortskern Altheim           | Gesamtanlage Historischer Ortskern Altheim | Babenhäuser Straße, Hauptstraße, Kirchstraße, Kreuzstraße, Raiffeisenstraße, Richer Straße, Untergasse Lage | Die Gesamtanlage umfasst v. a. schmale Hofreiten und giebelständige, ein- bis zweigeschossige Fachwerkhäuser des historischen Ortskerns des Straßendorfs Altheim. Da die bauliche Struktur entlang der Hauptstraße und Kirchstraße fast noch vollständig erhalten ist, entsteht in der Gesamtheit ein geschlossenes historisches Ensemble. |                          | 777078 DDB |
| Altes Forsthaus                                      | Altes Forsthaus                            | Am Sportplatz 178/Im Reicherts 178 LageFlur: 6, Flurstück: 54/1                                             | Forstanwesen, bestehend aus Wohn- und Wirtschaftsgebäuden, aufgereiht an langgestrecktem Hof. | Ende 19. Jahrhundert     | 124806 DDB |
| Wohnhaus                                             | Wohnhaus                                   | Babenhäuser Straße 2 LageFlur: 1, Flurstück: 75                                                             | Zweigeschossiges Wohnhaus in Ecklage mit gleichmäßigem Fachwerkgefüge und Krüppelwalmdach. | Anfang 19. Jahrhundert   | 15452 DDB  |
| Wohnhaus                                             | Wohnhaus                                   | Babenhäuser Straße 4 LageFlur: 1, Flurstück: 76                                                             | Giebelständiges, zweigeschossiges Bauernhaus mit gutem Fachwerkgefüge. | Ende 17. Jahrhundert     | 15453 DDB  |
| Wohnhaus                                             | Wohnhaus                                   | Babenhäuser Straße 9 LageFlur: 1, Flurstück: 95                                                             | Zweigeschossiges Wohnhaus in Ecklage auf hohem Sockel mit einfachem, konstruktivem, regelmäßigem Fachwerkgefüge und modernem Walmdach. | 1798                     | 15454 DDB  |
| Ehemalige Mühle                                      | Ehemalige Mühle                            | Forstmühlstraße 39 LageFlur: 5, Flurstück: 231/2                                                            | Im Straßenverlauf zurückgesetztes, zweigeschossiges Gebäude mit massivem Erdgeschoss, verputztem Fachwerkobergeschoss und Krüppelwalmdach. | 18. Jahrhundert          | 124807 DDB |
| Ehemaliges Rathaus                                   | Ehemaliges Rathaus                         | Hauptstraße 2 LageFlur: 1, Flurstück: 168/1                                                                 | Klassizistischer, zweigeschossiger Steinbau mit Portikus- und Rundbogenfenstern, flachem Walmdach sowie achteckigem Dachreiter mit Pyramidendach. | um 1900                  | 15455 DDB  |
| Wohnhaus (Haus vorne)                                | Wohnhaus                                   | Hauptstraße 14 LageFlur: 1, Flurstück: 174                                                                  | Zweigeschossiges Fachwerkhaus in Ecklage. | Anfang 18. Jahrhundert   | 15456 DDB  |
| Ehemaliges Forstmeistergebäude Altheim (Haus hinten) | Ehemaliges Forstmeistergebäude             | Hauptstraße 16 LageFlur: 1, Flurstück: 175                                                                  | Traufständiges, zweigeschossiges Fachwerkhaus mit gebrochenem Walmdach und zweiläufiger Freitreppe. Ehemals Forstmeistergebäude, später Gasthaus. |                          | 15457 DDB  |
| Wohnhaus                                             | Wohnhaus                                   | Hauptstraße 25 LageFlur: 1, Flurstück: 56                                                                   | Giebelständiges, zweigeschossiges Bauernhaus mit regelmäßigem einfachem Fachwerkgefüge. | Ende 18. Jahrhundert     | 15458 DDB  |
| Wohnhaus                                             | Wohnhaus                                   | Hauptstraße 29 LageFlur: 1, Flurstück: 52/1                                                                 | Giebelständiges, zweigeschossiges Bauernhaus mit regelmäßigem ungestörtem Fachwerkgefüge. | 1717                     | 15459 DDB  |
| Wohnhaus                                             | Wohnhaus                                   | Hauptstraße 40 LageFlur: 1, Flurstück: 195                                                                  | Giebelständiges, zweigeschossiges Bauernhaus mit qualitätvollem Fachwerkgefüge. | Ende 17. Jahrhundert     | 15460 DDB  |
| Wohnhaus                                             | Wohnhaus                                   | Hauptstraße 42 LageFlur: 1, Flurstück: 196                                                                  | Traufständiges, zweigeschossiges Bauernhaus mit in den Baukörper einbezogener Toreinfahrt, einfachem Fachwerkgefüge und Krüppelwalmdach. | um 1800                  | 15461 DDB  |
| Wohnhaus                                             | Wohnhaus                                   | Hauptstraße 48 LageFlur: 1, Flurstück: 215                                                                  | Traufständiges, zweigeschossiges Wohnhaus mit ungestörtem gleichmäßigem Fachwerkgefüge hinter Verschindelung, gebrochenem Walmdach und zweiläufiger Freitreppe. | Ende 18. Jahrhundert     | 15462 DDB  |
| Wohnhaus                                             | Wohnhaus                                   | Hauptstraße 61 LageFlur: 1, Flurstück: 24/1                                                                 | Giebelständiges, zweigeschossiges Bauernhaus mit ungestörtem Fachwerkgefüge und Krüppelwalmdach. | um 1800                  | 15463 DDB  |
| Semme-Brücke                                         | Semme-Brücke                               | In den Brückwiesen LageFlur: 1, Flurstück: 443/3                                                            | Sandsteinbrücke ohne seitliche Geländer über die Semme mit teilweise erhaltener Pflasterung. | Barockzeit               | 923923 DDB |
| Wohnhaus mit Torbau                                  | Wohnhaus mit Torbau                        | Kirchstraße 2 LageFlur: 1, Flurstück: 113                                                                   | Winkelförmiger Eckbau, bestehend aus Wohnhaus und Torbau, mit hohem massivem Sockel, konstruktivem einfachem Fachwerkgefüge, großem abgewalmtem Dach und zweiläufiger Freitreppe. | um 1800                  | 15464 DDB  |
| Wohnhaus                                             | Wohnhaus                                   | Kirchstraße 3 LageFlur: 1, Flurstück: 166                                                                   | Giebelständiges, eingeschossiges Bauernhaus mit einfachem Fachwerkgefüge sowie hohem gebrochenem Dach mit kleinem Krüppelwalm und Schleppgauben. | 1787                     | 15465 DDB  |
| Wohnhaus                                             | Wohnhaus                                   | Kirchstraße 7 LageFlur: 1, Flurstück: 160/1                                                                 | Traufständiges, zweigeschossiges Bauernhaus mit gleichmäßigem Fachwerkgefüge und Krüppelwalmdach. | um 1800                  | 15466 DDB  |
| Wohnhaus                                             | Wohnhaus                                   | Kirchstraße 8 LageFlur: 1, Flurstück: 117/1                                                                 | Giebelständiges, zweigeschossiges Bauernhaus mit ungestörtem Fachwerkgefüge. | um 1800                  | 15467 DDB  |
| Wohnhaus                                             | Wohnhaus                                   | Kirchstraße 15 LageFlur: 1, Flurstück: 153                                                                  | Giebelständiges, zweigeschossiges Bauernhaus mit gleichmäßigem Fachwerkgefüge. | 1717                     | 15468 DDB  |
| Altes Schulhaus                                      | Altes Schulhaus                            | Kirchstraße 16 LageFlur: 1, Flurstück: 122/1                                                                | Giebelständiges, zweigeschossiges Wohnhaus mit massivem Erdgeschoss, Fachwerkgefüge hinter Holzverschindelung in Dach- und Obergeschoss sowie Krüppelwalmdach. | 1805                     | 124808 DDB |
| weitere Bilder                                       | Evangelische Kirche                        | Kirchstraße 18 LageFlur: 1, Flurstück: 123/1                                                                | Kirchengebäude, bestehend aus romanischem Langhaus, deutlich höherem gestrecktem Chor mit 5/8-Schluss sowie stattlichem Westturm mit vier steinernen Giebeln und achteckigem Spitzhelm. | 1466 (Chor), 1519 (Turm) | 15469 DDB  |
| Wohnhaus                                             | Wohnhaus                                   | Kirchstraße 31 LageFlur: 1, Flurstück: 143                                                                  | Giebelständiges, zweigeschossiges Wohnhaus mit weitgehend ungestörtem, regelmäßigem, konstruktivem Fachwerkgefüge. | um 1800                  | 15470 DDB  |
| weitere Bilder                                       | Stadthäuser Mühle                          | Die Stadthäuser Mühle, Richer Bach LageFlur: 4, Flurstück: 89/1, 90, 91, 85                                 | Vierseitige Mühlenanlage, bestehend aus Wohnhausflügel im Süden, Mühlenbau im Osten und Seitenflügeln im Norden und Westen. | 1861                     | 923921 DDB |
| Wohnhaus                                             | Wohnhaus                                   | Untergasse 3 LageFlur: 1, Flurstück: 105                                                                    | Giebelständiges, zweigeschossiges Bauernhaus mit einfachem konstruktivem Fachwerk hinter Verschindelung. | um 1800                  | 15471 DDB  |